# Anitys rubens
Anitys rubens là một loài bọ cánh cứng thuộc chi đơn loài Anitys trong họ Ptinidae.